# Planeta bez návratu
Planeta bez návratu (anglicky Planet of No Return) je vědeckofantastický román amerického spisovatele Harryho Harrisona vydaný v roce 1981.
Je to druhý díl knižní série Brion Brandd.
První české vydání zrealizovalo brněnské nakladatelství Návrat (ISBN 80-7174-723-8) v roce 1997.

## Námět
Ve svém dalším dobrodružství zažívá hlavní hrdina Brion Brandd peripetie na planetě Selm-III, kde probíhá válka strojů. Kvůli tomu nesmí nikdo mít u sebe žádnou kovovou věc, aby se nestal cílem útoku. Jeho misí je pomoci učinit planetu opět bezpečnou pro osídlení.

## Česká vydání
- Planeta bez návratu, Návrat, Brno, 1997, 1. vydání, překlad Šárka Bartesová, brožovaná vazba, 142 stran, ISBN 80-7174-723-8
- Planeta bez návratu, Návrat, Brno, 2004, 2. vydání, překlad Šárka Bartesová a Tomáš Suchánek, brožovaná vazba, 150 stran, ISBN 80-7174-599-5